# Sarcofago di Audasia Cales

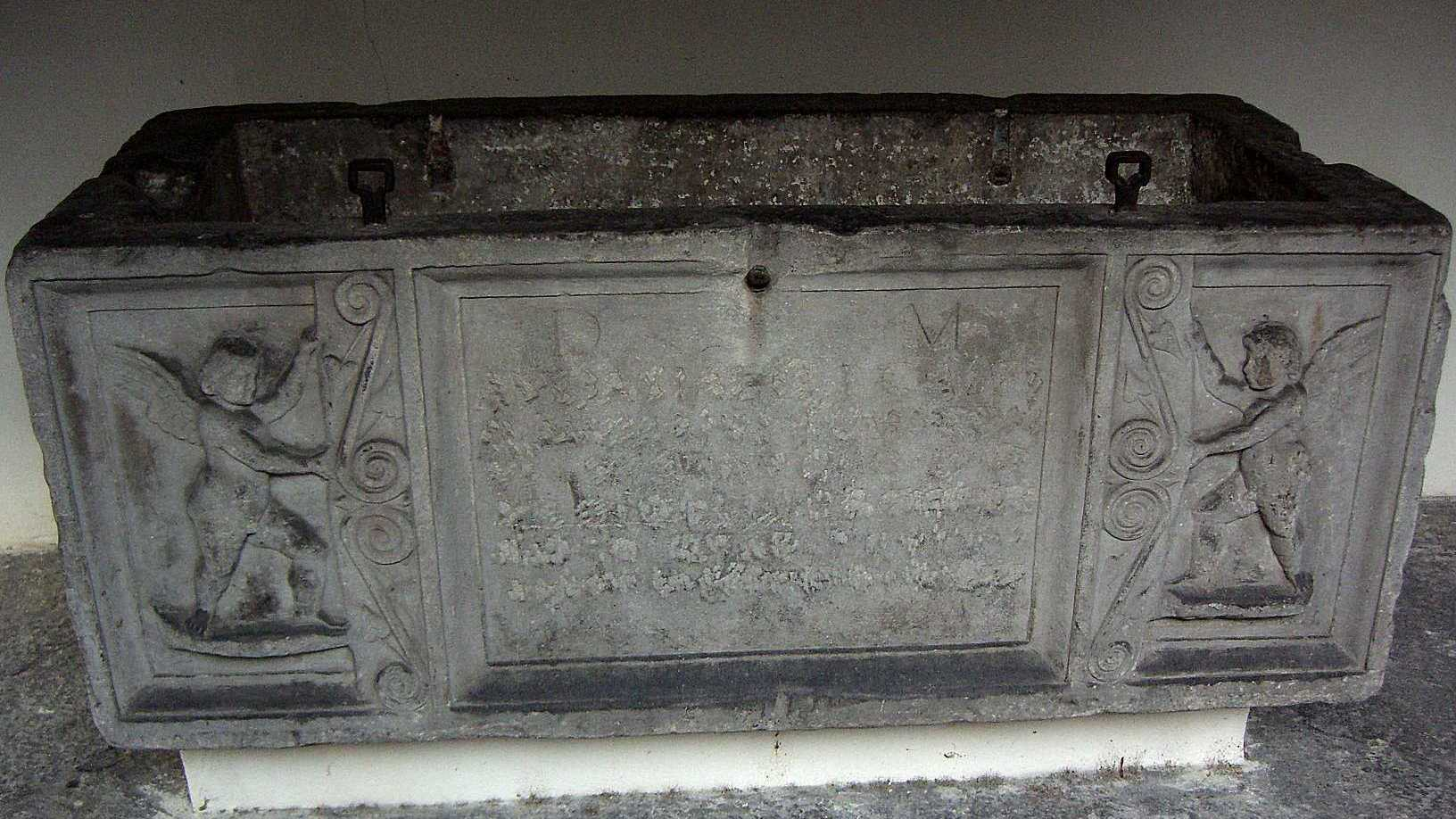
Il sarcofago di Audasia Cales
III secolo d.C.
Museo e tesoro del duomo di Monza

Il sarcofago di Audasia Calès è opera locale di età severiana (III secolo), nel Museo Serpero di Monza. È conservato nel chiostro del piccolo cimitero del Duomo.
Il sarcofago fu dedicato da un liberto ellenico, Quinto Audasio Acmazòn, alla figlioletta Audasia, morta all'età di cinque anni, secondo quanto si può tuttora leggere ricostruendo l'epigrafe, scalpellata in epoca medievale:
D(is) M(anibus)

AUDASIAE Q(uinti) F(iliae) Calesìì

Q(uintus) AUDASIUS ACMAZON

(sex)VIR AUG(ustalis) C(reatus) D(ecreto) D(ecorionum)

MEDIOL(anensium) ET FORO POPIL(iorum)

PATER QUAE VIXIT

ANN(os) V M(enses) IIII D III
"Agli dei Mani
di Audasia Calès figlia di Quinto
(dedica) il padre Quinto Audasio Acmazòn
seviro augustale, nominato per decreto dei decurioni
di Mediolanum e di Forum Populi
ella visse cinque anni, quattro mesi, tre giorni"
Il piccolo sarcofago è in pietra di Angera, del tipo a cassapanca e misura cm 159x62,5x74.

Ha fronte e fianchi decorati a rilievo: sulla fronte due figure di Eroti reggono la tabella centrale con l'epigrafe, sui fianchi sono scolpiti dei festoni appesi a dei ganci.
In età medievale (almeno dagli inizi dell'XI fino al XIV secolo) il sarcofago fu usato come custodia di reliquie e base della mensa dell'altare maggiore del primo Duomo di Monza.

A questo riutilizzo per il culto cristiano è probabilmente dovuta la scalpellatura della dedica originaria, che invece ha lasciato integra la dedica D M poiché interpretabile come dedica a Dio Onnipotente.

## Curiosità
- La piccola Audasia e suo padre Quinto sono forse i più antichi monzesi di cui ci sia giunta memoria.
- Il nome Calès della bambina è di chiara origine greca, significando "la bella".
- I "seviri augustali" ricoprivano una carica secondaria dell'impero romano. Vi appartenevano persone, specialmente liberti, dedite alla promozione di devota lealtà verso l'imperatore. Quinto Audasio qui si dimostra orgoglioso di questo riconoscimento ricevuto in ben due città (Milano e Forlimpopoli).